# Leigh Julius
Leigh Ignatius Julius, né le 25 mars 1985 à Cradock, est un athlète sud-africain, spécialiste du sprint. Il mesure 1,70 m pour 66 kg.

## Palmarès

### Championnats du monde junior d'athlétisme
- Championnats du monde junior d'athlétisme de 2004 à Grosseto ( Italie)
  -  Médaille d'argent sur 200 m
  -  Médaille d'argent en relais 4 × 400 m

### Jeux du Commonwealth
- Jeux du Commonwealth de 2002 à Manchester ( Angleterre)
  - 4e en relais 4 × 400 m
- Jeux du Commonwealth de 2006 à Melbourne ( Australie)
  - éliminé en demi-finale sur 200 m
  -  Médaille d'argent en relais 4 × 100 m

### Meilleures performances
- 100 m : 10 s 25 (+1,4 m/s) à Rio de Janeiro, 13 mai 2007
- 200 m : 20 s 44 (+0,3 m/s) à Durban, le 17 avril 2004
- 400 m : 46 s 59 (en altitude) à Secunda, le 6 février 2004